# ジャネット・ケイ
ジャネット・ケイ（Janet Kay、1958年1月17日 - ）は、イギリスのロンドンで生まれたレゲエ歌手。アルトン・エリスに見出され、1977年にミニー・リパートンの代表曲「ラヴィン・ユー」を録音。1979年にデニス・ボーヴェル制作で、ヒット曲「愛の玉手箱 (Silly Games)」を含むアルバム『シリー・ゲームス (キャプリコーン・ウーマン)』を発表した。イギリスにおけるラヴァーズ・ロックの代表的歌手。

## ディスコグラフィ

### スタジオ・アルバム
- 『シリー・ゲームス (キャプリコーン・ウーマン)』 - Capricorn Woman (1982年、Arawak)
- So Amazing (1988年、Body Music)
- Sweet Surrender (1989年、Body Music)
- 『ラヴ・ユー・オールウェイズ』 - Love You Always (1993年、Sony Music Japan)
- 『フォー・ザ・ラヴ・オブ・ユー』 - For the Love of You (1994年、Sony Music Japan)
- 『イン・パラダイス』 - In Paradise (1996年、Sony Music Japan)
- 『メイキング・ヒストリー』 - Making History (1998年、Sony Music Japan)
- 『ラヴィン・ユー・モア』 - Lovin' You ... More (2003年、Sony Music Japan)
- 『アイドルKAY (ケイ)』 - Idol Kay (2012年、Universal Music Japan)
- 『DRAMATIC LOVERS 1 - 月9ドラマ主題歌レゲエCOVERS』 - Dramatic Lovers (2012年、Sony Music Japan)

### コンピレーション・アルバム
- 『ラヴィン・ユー〜ベスト・オブ・J.K.』 - Lovin' You (1991年、Sony Music Japan)
- 『D-ROYレディース』 - D-Roy Ladies (1993年、D-Roy) ※1、2曲目のみ。以降はカサンドラの歌唱
- 『ベスト・リミックス&モア〜ダブ・デム・トゥー』 - Best Re-mix & More Dub Dem Too (1995年、Overseas)
- 『ベスト・コレクション』 - Best Collection (1996年、Overseas)
- 『ベスト・ヒッツ〜ラヴィン・ユー』 - Janet Kay Best Hits (1997年、Overseas)
- 『スルー・ザ・イヤーズ〜グレイテスト・ヒッツ&モア』 - Through the Years (1999年、Sony Music Japan)
- Now & Then (2001年、E1)
- The Ultimate Collection (2005年、Arawak)
- The Definitive Hits Collection (1977 - 1985) (2011年)

### シングル
- 「ラヴィン・ユー」 - "Loving You" (1978年)
- 「愛の玉手箱」 - "Silly Games" (1979年)
- "Closer to You" (1979年)
- "You Bring the Sun Out" (1982年)
- "Eternally Grateful" (1984年)
- "Fight Life" (1985年)
- "No Easy Walk to Freedom" (1987年)
- "Silly Games" (1990年) ※リミックス
- 「イマジン」 - "Imagine" (1991年)
- 「ミッシング・ユー」 - "Missing You" (1993年)
- 「ユー・メイク・ミー・ソー・ヴェリー・ハッピー」 - "You Make Me So Very Happy" (1993年)
- 「オールウェイズ (アンド・ア・リトル・ビット・モア…)」 - "Always And A Little Bit More" (1993年)
- 「ゴット・トゥ・ビー・ゼア」 - "Got To Be There" (1994年)
- 「ウィッシング・オン・ア・スター」 - "Wishing On A Star" (1994年)
- 「イエス・アイム・レディ」 - "Yes, I'm Ready" (1995年)
- 「イン・パラダイス」 - "In Paradise" (1996年)
- 「ベッチャ・バイ・ゴリー・ワウ」 - "Betcha By Golly Wow" (1996年)
- 「メイキング・ヒストリー」 - "Making History" (1998年)
- 「ホワッチャ・ゴナ・ドゥ・フォー・ミー」 - "What Cha' Gonna Do For Me" (1998年)
- 「セレブレイト・ライフ」 - "Celebrate Life" (1999年)
- 「アイム・イン・ラヴ・ウィズ・ユー・ベイビー」 - "I'm in Love with You Baby" (1999年)